# Nick und Norah – Soundtrack einer Nacht
Nick und Norah – Soundtrack einer Nacht (Originaltitel: Nick and Norah’s Infinite Playlist) ist eine US-amerikanische Teenie-Komödie aus dem Jahr 2008, die auf dem gleichnamigen Buch von Rachel Cohn und David Levithan basiert.

## Handlung
Nick hängt immer noch an seiner großen Liebe Tris. Um sie zurückzuerobern, schenkt er ihr dauernd selbstgemachte Mix-CDs. Tris ist davon allerdings gar nicht angetan und befördert die Mix-CDs in den nächsten Mülleimer. Ihre Schulkameradin Norah hingegen findet die Playlists großartig und fischt sie wieder aus dem Müll.
Eines Tages erfährt Norah, dass ihre Lieblingsband „Where’s Fluffy“ einen Auftritt an einem unbekannten Ort in New York hat. Sie fährt mit ihrer besten Freundin Caroline (einer gemeinsamen Freundin von ihr und Tris) nach New York und landet zunächst bei einem Gig der homosexuellen Band „The Jerk-Offs“, in der Nick den Bass spielt (obwohl er nicht schwul ist). Zufällig ist Tris mit ihrem neuen Freund dort und Nick hofft, mit ihr reden zu können. Tris trifft jedoch zuerst auf Norah, die sie damit aufzieht, dass sie schon wieder allein unterwegs sei. Norah lügt und behauptet, sie sei mit ihrem Freund hier. Um Tris zu überzeugen, bittet sie kurz entschlossen Nick, ihren Freund zu spielen. Sie küssen sich, was Tris offenbar überrascht. Sie lässt sich von den beiden überzeugen und zieht von dannen. Norah erfährt, dass die Mixtapes von Nick sind und dass Nick Tris’ Exfreund ist. Völlig blamiert will sie mit Caroline gehen, aber der Rest der Jerk-Offs sieht in Norah eine potenzielle neue Freundin für Nick und kann sie überzeugen, die Heimfahrt der betrunkenen Caroline ihnen zu überlassen und gemeinsam mit Nick nach Hinweisen auf den Ort des Where’s-Fluffy-Gigs zu suchen.
Während die beiden in Nicks gelbem Yugo durch New York fahren und sich unterhalten, werden sie bei einem Halt von einem Pärchen irrtümlich für ein Taxi gehalten und sie fahren die beiden zum Bowery Ballroom, einem Konzerthaus in New York. Norah möchte kurz aufs Klo und marschiert direkt an der Schlange vorbei zu den Türstehern, die sie offenbar kennen und sie sofort hineinlassen, was Nick verwundert von seinem Auto aus beobachtet. Auf der Toilette versucht Norah, Caroline anzurufen, die, inzwischen ausgenüchtert, vom Klingeln ihres Handys aufwacht und sich in einem Van voller Männer und Metalmusik wiederfindet und annimmt, sie sei entführt worden. Als der Van kurz anhält, damit die Band sich etwas zu essen holen kann, flieht Caroline aus dem Van.
Inzwischen entdeckt Norah in der Toilettenkabine eine frische Spur, die auf Brooklyn Pool, eine Location, hinweist, wo Fluffy spielen könnte. Auf der Fahrt unterhalten sie sich zuerst über die Band, bis Nick das Gespräch auf Tris lenkt und versucht, Norah über sie auszufragen, und die beiden haben einen Streit. Norah fordert, dass Nick sie absetzt. Da bekommt Nick jedoch einen Anruf, dass die Jerk-Offs Caroline verloren haben. Er informiert Norah und die beiden treffen sich mit der Band, um Caroline zu suchen. Durch eine Bemerkung Norahs, dass sie Fluffy wegen sowas verpasst, versuchen die Jungs, sie zu überreden, zum Brooklyn Pool zu fahren, aber Norah weigert sich und sie fahren zum Bahnhof, um nach Caroline zu suchen. Die befindet sich tatsächlich am Bahnhof, muss aber feststellen, dass sie nicht genug Geld hat, um den letzten Bus zu nehmen, und nachdem sie sich mit einem Koch kurz über Truthahnsandwiches unterhält, muss sie sich auf der Toilette übergeben. Norah ruft sie an, aber Caroline kann sich nicht verständlich machen, bevor die Verbindung abbricht. Da im Hintergrund Musik aus dem Radio der Putzfrau zu hören ist, nimmt Norah an, dass sie bei Brooklyn Pool ist. So verpassen sie Caroline, die in dem Moment aus der Toilette gewankt kommt.
In Brooklyn schafft Norah es wieder, die ganze Gruppe, ohne in der Schlange zu stehen, nach drinnen zu bringen, da sie auch hier den Türsteher zu kennen scheint. Drinnen müssen sie feststellen, dass Caroline nicht dort ist. Nach einem kurzen Tanz taucht auf einmal Tal auf, der Norah näher zu kennen scheint und Nick sofort unsympathisch ist. Als die Band angekündigt wird, stellt sich heraus, dass es nur ein Täuschungsmanöver war und stattdessen ein Rapper namens Are You Randy auftritt, der den Raum augenblicklich leert. Norah reißt sich von Tal los und folgt Nick. Zusammen mit Thom und Dev fahren sie weiter, auf der Suche nach Caroline und Fluffy. Tris beobachtet sie von der Schlange aus, steigt kurzerhand in ein Taxi und folgt dem Van.
Im Van erfährt Nick, dass Norah sich zwar von Tal getrennt hat, aber immer noch mit ihm ins Bett geht. Bevor sie wieder streiten können, kommt Norah die Idee, einen Supermarkt aufzusuchen, in dem Caroline sich oft übergibt. Dort trifft sie auf Tris, die Norah überzeugen will, Nick nicht wehzutun und sagt, dass es gerüchteweise heiße, Norah habe noch nie einen Orgasmus gehabt. Kurz darauf ruft Caroline Tris auf dem Handy an und als Norah mit ihr spricht, verkündet sie, sie sei in einer Kirche und habe Jesus gefunden, und als sie gerade aufhängen will, 'um Jesus zu folgen', redet sie noch von einem Messdiener ohne Hosen. Die Gruppe sucht also nach einer Kirche. Nick geht alleine los und fällt einer Gruppe geistig Verwirrter Obdachloser in die Hände, während der Rest der Jerk-Offs Norah davon zu überzeugen versucht, dass sie viel besser sei als Tris. Die lässt sich gerade von einem Taxi an einen ganz bestimmten Ort bringen und serviert dort ihr Date ab.
Auf den Hinweis von Norah, dass Caroline einen Messdiener ohne Hosen gesehen haben, weiß Dev sofort Bescheid: Die Weihnachts-Revue in einem Schwulen-Cabaret. Dort werden sie fündig und nehmen Caroline mit sich.
Im Van auf dem Weg zu Nicks Auto kümmert sich Norah um die immer noch alkoholisierte, aber größtenteils bewusstlose Caroline und sie unterhält sich mit Nick, diesmal ohne zu streiten, und sie erwähnt die Universität, an der sie sich vielleicht einschreiben will, die ganz in der Nähe von Nicks zukünftiger Universität wäre, und dass es ganz nett wäre, dort jemanden zu kennen. Gerade als die beiden Gefühle füreinander zu entwickeln scheinen, taucht neuer Ärger auf: Tris sitzt auf der Motorhaube vom Yugo und bittet Nick, sie nach Hause zu fahren. Nick möchte sich mit ihr aussprechen und lässt Norah im Wagen zurück. Auf der Heimfahrt versucht Tris, Nick zu verführen, indem sie zu ihrem Lied im Radio vor dem geparkten Auto herumtanzt, doch Nick denkt nur an Norah und erkennt, dass er einen Fehler gemacht hat. Er fährt zurück und lässt Tris am Straßenrand stehen.
Norah trifft sich währenddessen in einer Bar mit Tal, der sie mit Komplimenten überhäuft und ihr eine CD seiner Band überreicht, mit der Randnotiz, ob sie auch Norahs Vater gefallen würde. Daraufhin verlässt Norah die Bar. Als sie kurz darauf in einem Restaurant etwas isst, klingelt auf einmal Nicks Handy in der Tasche der Jacke, die er ihr vorher gegeben hatte. Sie geht ran und telefoniert mit Nick, der von einer Telefonzelle aus anruft und sich entschuldigen möchte. Er kommt zu ihr und die beiden reden. Norah offenbart Nick, dass sie vor Tal niemanden geküsst habe und dass sie und Tal drei Jahre zusammen waren, einfach weil sie sich dann wie etwas Besonderes vorkam. Sie nimmt Nick zu den Electric Lady Studios, einem legendären Tonstudio, das Norahs Vater gehört, weswegen sie von allen Türstehern gekannt wird und warum Tal ihr seine CD schenkt – um einen Plattenvertrag zu bekommen. Sie erzählt Nick, dass sie sich entscheiden muss zwischen der Uni und einem Job im Studio. Während Norah Nick das Studio zeigt, bekommen Dev, Thom und Caroline über ihr Radio eine verschlüsselte Nachricht über Fluffys Konzert, die sie mit Carolines Hilfe erfolgreich als Adresse entschlüsseln können.
Im Studio kommt es zwischen Nick und Norah endlich zum ersten Kuss, und als die Kamera wegschwenkt, sind von Norah quiekende, erstickte Laute zu hören, die suggerieren, dass sie eben einen Orgasmus hatte. Kurz darauf bekommt sie eine SMS von Caroline, die ihr den Ort des Konzertes mitteilt, und die beiden eilen dorthin.
Vor Ort werden sie mit einer wütenden Tris und einem wütenden Tal konfrontiert. Als Tal Norah auf seine Seite ziehen will, springt Nick dazwischen und schubst ihn weg. Als Tal eine provozierende Äußerung loslässt, bekommt er von Devs Freund eine Kopfnuss und will Norah mit sich ziehen, als sie sich aus seinem Griff befreit und mit Nick die Location verlässt. Da Norah beim Einparken vor dem Studio den Yugo geschrottet hat, fahren sie mit der Bahn nach Hause. Ein neuer Tag bricht an.

## Hintergründe
Die Dreharbeiten zum Film begannen im Herbst 2007 und wurden im Dezember 2007 beendet. Nur 29 Tage dauerten die Dreharbeiten, die fast ausschließlich nachts und mit einer einzigen Ausnahme in New York City gemacht wurden.
Der Film hatte seine Weltpremiere im September 2008 auf dem Toronto International Film Festival. Veröffentlicht wurde er dann am 3. Oktober 2008 in den USA, in Deutschland am 19. Februar 2009. Insgesamt spielte der Film 31,7 Millionen US-Dollar ein.

## Soundtrack
| Nr. | Titel                | Interpret             |
| --- | -------------------- | --------------------- |
| 1.  | Speed Of Sound       | Chris Bell            |
| 2.  | Lover                | Devendra Banhart      |
| 3.  | Middle Management    | Bishop Allen          |
| 4.  | Ottoman              | Vampire Weekend       |
| 5.  | Riot Radio           | The Dead 60s          |
| 6.  | Fever                | Takka Takka           |
| 7.  | Xavia                | The Submarines        |
| 8.  | After Hours          | We Are Scientists     |
| 9.  | Our Swords           | Band of Horses        |
| 10. | Silvery Sleds        | Army Navy             |
| 11. | Baby You're My Light | Richard Hawley        |
| 12. | Very Loud            | Shout Out Louds       |
| 13. | How To Say Goodbye   | Paul Tiernan          |
| 14. | Last Words           | The Real Tuesday Weld |
| 15. | Nick & Norah's Theme | Mark Mothersbaugh     |

## Kritiken
„Der dramaturgisch schwache Musikfilm leidet darunter, dass seine Handlung allzu lieblos um den Soundtrack angesagter Indie-Bands konstruiert ist. Die wenigen gelungenen Momente werden von geschmacklosen Humor-Einlagen weggefegt.“

„Die lustvoll aufspielenden Darsteller und der rockige Soundtrack retten die vorhersehbare Story.“

## Auszeichnungen
Nick und Norah wurde bei den Satellite Awards 2008 dreimal nominiert: in den Kategorien Bester Hauptdarsteller (Komödie), Beste Hauptdarstellerin (Komödie) und Bester Film.